# Molly Thompson-Smith
Pour les articles homonymes, voir Thompson et Smith.
Molly Thompson-Smith, née le 7 novembre 1997 à Londres, est une grimpeuse britannique.

## Biographie
Elle remporte aux Championnats d'Europe d'escalade 2020 à Moscou la médaille de bronze en difficulté, devenant la première grimpeuse britannique à remporter une médaille continentale chez les femmes.

## Palmarès

### Championnats d'Europe
- 2020 à Moscou,  Russie
  -  Médaille de bronze en difficulté